# Southwold
Southwold – miasto w Anglii, w hrabstwie Suffolk, w dystrykcie East Suffolk. Leży 47 km na północny wschód od miasta Ipswich i 154 km na północny wschód od Londynu. W 2001 miasto liczyło 1458 mieszkańców.